# Comtat de París
El comtat de París fou una jurisdicció feudal de França que va existir des del temps dels merovingis fins que va passar als dominis de la corona francesa sota Hug Capet.

## Llista de comtes
| Pipínides           | Notes                                                                    |
| Gripó (mort el 753) | Fill de Carles Martell i de la seva segona esposa Suanaquilda de Baviera |

| Giràrdides                                                                      | Notes |
| Gerard de París (mort el 779)                                                   | Casat amb una dona de nom Rotruda, fou el pare d'Esteve, de Bigó i de Leutard I, que van succeir com a comtes (un darrera l'altra) a París. |
| Esteve de París (vers 754 - mort vers 815)                                      | Fill de Gerard I, comte vers 779-815. |
| Bigó (mort el 28 d'octubre del 816)                                             | Fill de Gerard I, comte i duc de Tolosa i marquès de Septimània el 806. Cambrer del rei Lluís I d'aquitània, succeí a París al seu germà Esteve el 815 i va governar fins a la seva mort el 816. Casat amb Alpais (filla il·legítima de Lluís el Pietós o de Carlemany).                                                               |
| Leutard I (mort el 816)                                                         | Fill de Gerard I, nomenat comte de Fézensac vers 801. Va succeir al seu germà Bigó com a comte a París però va morir al cap de poques setmanes. Es va casar suposadament amb Grimilda i va tenir tres fills: Adalard el Senescal (Marquès de Nèustria), Gerard II de París i Engeltruda de Fézensac casada amb el comte Odó d'Orléans. |
| Gerard II de París (mort el 874) conegut com Girard del Rosselló, comte 816-874 | Fill de Leutard I, fou nomenat comte de Vienne vers 844. Es va casar amb Berta germana de l'emperadriu Ermengarda de Tours, primera esposa de Lotari I. Fou regent del regne de Provença i duc de Lió fins al 871. |
| Leutard II (mort el 885), comte 874-882                                         | Fill del comte Bigó |
| Adelard (vers 830 - mort el després de 890), comte 882-883                      | Fill de Wulfard de Flavigny i de Susana, filla gran del comte Bigó. Va succeir al seu oncle en el comtat. Fou el pare d'Adelaida de París, segona esposa del rei Lluís el Tartamut. |

| Antiga Casa de Welf                                                                       | Notes |
| Conrad I de Borgonya anomenat l'Antic (vers 800 - mort el entre 862 i 866). Comte 858-862 | Fill de Welf I, comte a l'Argengau (Baviera) i comte d'Auxerre. |
| Conrad (mort el 882), comte 862-864                                                       | Fill de Rodolf (mort el 866), comte de Sens. El seu pare, abat laic de Saint-Riquier i de Jumièges, era germà de Conrad I i de l'emperadriu Judit de Baviera, esposa de Lluís el Pietós. |

| Robertins                                                         | Notes |
| Eudes o Odó (vers 852- 3 de gener de 898)                         | Fill de Robert el Fort, designat comte de Paris vers 882/883. Elegit i consagrat rei rei de França el febrer de 888.                  |
| Robert I de França (vers 860 - mort el 923)                       | Germà, el va succeir al comtat el 888 i fou marquès de Nèustria, comte de Tours i d'Orléans. Elegit i consagrat rei de França el 922. |
| Hug el Gran (vers 898, mort el 16 de juny de 956), comte 923-956  | Fill de Robert I, marquès de Nèustria, duc de França i comte d'Auxerre. Fou el pare d'Hug Capet.                                      |
| Hug Capet (vers 940, mort el 24 d'octubre del 996), comte 956-988 | Fill d'Hug el Gran, elegit i consagrat rei dels Francs el 987.                                                                        |

| Bucàrdides                                                                        | Notes |
| Bucard I de Vendôme (mort el 1007) anomenat el Vell o el Venerable comte 988-1007 | Fill de Bucard Ratepilate, comte de Vendôme, de Corbeil i de Melun al que Hug Capet va fer «comes regalis» (comte reial) de Paris vers 988. El seu fill Renald de Vendôme, fou bisbe i comte de París del 993-1017. |

| Casa d'Orleans (títol de cortesia) | Notes |
| Felip d'Orleans (1838 - 1894)      | Fill de Ferran Felip d'Orleans (mort el 1842). El seu avi Lluís Felip I, rei dels francesos, li va donar el títol de comte de París. |
| Enric d'Orleans (1908 - 1999)      | Fill de Joan d'Orleans (mort el 1940)                                                                                                |
| Enric d'Orleans (nascut el 1933)   | Duc de França, fill de l'anterior.                                                                                                   |